# Dollywood
Dollywood es un parque temático que pertenece a la cantante de Música country Dolly Parton. Está ubicado en Pigeon Forge, Tennessee, Estados Unidos.
En Dollywood se pueden conseguir comidas tradicionales de esa región y espectáculos musicales. Además, este parque temático posee la cadena de restaurantes Dollywood's Splash Country y el casino Dixie Stampede. Se ofrecen durante todo el año numerosos conciertos, que incluyen apariciones de Dolly y de otros artistas.
Dollywood es visitado por más de 3 millones de turistas al año.

## Historia
El parque abrió en el año 1961, siendo en aquellos años,un pequeño lugar de atracciones llamado Rebel Railroad, donde había una tienda, un bar y una locomotora a vapor. En 1966, Rebel Railroad fue rebautizado como Goldrush Junction. En 1976, la compañía de entretenimiento Herschend Family compró el lugar y lo llamó al año siguiente Silver Dollar City Tennessee. En 1986, Dolly Parton se convirtió en copropietaria del parque, al cual lo llamó Dollywood.

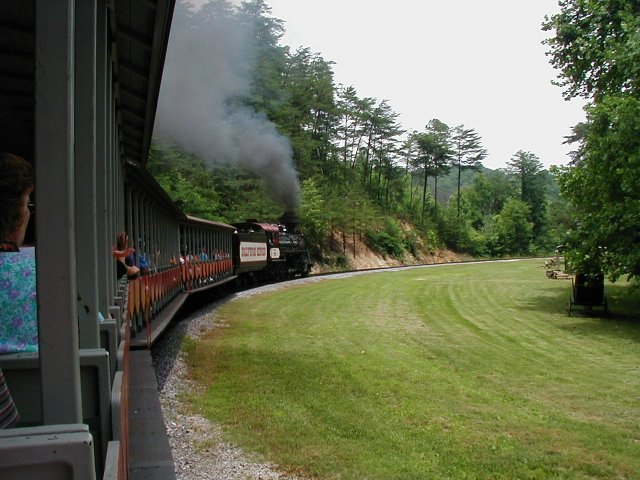
Locomotora a vapor en Dollywood

## Festivales
Durante varios años Dollywood ha presentado cinco diferentes festivales:
- Festival of Nations - una exposición cultural que dura cinco semanas, donde se presentan artistas de todas partes del mundo.
- Kidsfest - un festival de verano para niños.
- Barbeque and Bluegrass Festival - un festival que dura dos semanas que gira en torno al bluegrass.
- National Gospel and Harvest Celebration - durante el mes de octubre Dollywood acoge un homenaje a la fiesta de la cosecha con maestros artesanos y cocina otoñal, junto con la representación de música gospel a manos de Southern Gospel Jubilee.
- Smoky Mountain Christmas - es una celebración navideña que dura de noviembre a diciembre, donde hay conciertos especiales, comidas y otras atracciones, para lo cual el parque se decora totalmente.